# Xylocopa occipitalis
Xylocopa occipitalis là một loài Hymenoptera trong họ Apidae. Loài này được Pérez mô tả khoa học năm 1901.